# Border Bulldogs
Il Border Bulldogs è una squadra provinciale sudafricana di rugby a 15 deputata al livello professionistico del Border Rugby, ufficialmente Border Rugby Union.
Partecipa annualmente alla Currie Cup e al Rugby Challenge rappresentando il terzo orientale della provincia del Capo Orientale e disputa le proprie gare interne al Buffalo City Stadium di East London, città sede della union.

## Storia
Fondata nel 1891, la Border Rugby Football Union è l'organismo che governa il rugby nell'area est della provincia del Capo Orientale, inclusi i territori di due ex stati sudafricani: Transkei e Ciskei. La Border RFU è una delle federazioni fondatrici della Currie Cup, nonostante abbia vinto la competizione nazionale soltanto in due occasioni, ad ex aequo con Western Province, negli anni 1932 e 1934.
Dopo il passaggio del rugby amatoriale al professionismo nel 1995, dal 1998 al nome ufficiale venne aggiunto il soprannome "Bulldogs": Border Bulldogs fu quindi la denominazione della squadra professionistica del Border Rugby.
Wayne Weyer è il giocatore più presente con la maglia di Border con 183 partite tra il 1988 e il 2000; Greg Miller è il miglior marcatore con 672 punti in 84 match; mentre, Alistair Alexander è il leader di marcature con 44 mete in 66 incontri.

## Palmarès
- Currie Cup: 2 (condivisi)
1932 (condiviso), 1934 (condiviso)